# Stelling van de gesloten grafiek
De stelling van de gesloten grafiek is een stelling uit de functionaalanalyse, een onderdeel van de wiskundige analyse. Ze kenmerkt continue lineaire afbeeldingen tussen banachruimten.

## Stelling
Zij {\displaystyle X} en {\displaystyle Y} banachruimten, en {\displaystyle T} een lineaire afbeelding tussen {\displaystyle X} en {\displaystyle Y}. Hiermee bedoelen we onder meer dat het domein van {\displaystyle T} de hele verzameling {\displaystyle X} is. Dan zijn de volgende twee uitspraken gelijkwaardig:
1. De grafiek van {\displaystyle T} is een gesloten deel van het cartesisch product {\displaystyle X\times Y};
2. {\displaystyle T} is continu.

Omdat banachruimten metrische ruimten zijn, kunnen beide voorwaarden geherformuleerd worden in termen van convergente rijen:
1. Als een rij {\displaystyle (x_{n})_{n}} in {\displaystyle X} convergeert naar een element {\displaystyle x} van {\displaystyle X}, dan convergeert de rij der beelden {\displaystyle (Tx_{n})_{n}} naar {\displaystyle Tx}.
2. Als een rij {\displaystyle (x_{n})_{n}} in {\displaystyle X} convergeert naar een element {\displaystyle x} van {\displaystyle X}, en de rij der beelden {\displaystyle (Tx_{n})_{n}} convergeert naar een element {\displaystyle y} van {\displaystyle Y}, dan is {\displaystyle Tx=y}.

In deze herformulering ziet men dat de tweede voorwaarde gemakkelijk uit de eerste volgt (een rij in een metrische ruimte heeft hoogstens één limiet). De kracht van de stelling ligt dus in de omgekeerde implicatie.

## Generalisatie
De stelling van de gesloten grafiek geldt nog in bepaalde soorten topologische vectorruimten die algemener zijn dan banachruimten:
Zij {\displaystyle X} een tonruimte, {\displaystyle Y} een fréchet-ruimte, en zij {\displaystyle T} een lineaire afbeelding van {\displaystyle X} naar {\displaystyle Y}. Dan is {\displaystyle T} continu als en slechts als de grafiek van {\displaystyle T} gesloten is in {\displaystyle X\times Y}.
Een fréchet-ruimte is een lokaal convexe topologische vectorruimte waarvan de topologie wordt voortgebracht door een volledige translatie-invariante metriek. Technisch is lokale convexiteit niet strikt noodzakelijk, en volstaat het dat {\displaystyle Y} een zogenaamde F-ruimte is.

## Onbegrensde gesloten operatoren
In vele toepassingen van de functionaalanalyse treden operatoren op die niet continu zijn in de gebruikelijke topologie van de betrokken ruimten, bijvoorbeeld de laplace-operator of algemener de hamilton-operator in de schrödingervergelijking. In dergelijke gevallen zal men er altijd voor zorgen dat de betrokken operatoren gedefinieerd zijn op een domein dat dicht is in de bronruimte, en dat de grafiek van de operator gesloten is. De operator hoeft dan niet noodzakelijk continu te zijn, omdat zijn domein niet samenvalt met de hele bronruimte. Met spreekt dan van een (dicht gedefinieerde, niet noodzakelijk continue) gesloten operator.